# Batllava-See
Der Batllava-See (albanisch Liqeni i Batllavës, serbisch Батлавско језеро Batlavsko jezero) ist ein wichtiger Stausee in der Gemeinde Podujeva, Kosovo. Gespeist wird er überwiegend von dem kleinen Fluss Batllava, der einige Kilometer unterhalb der Staumauer in den Lab mündet. Der Name Batllava stammt von dem nahegelegenen Dorf Batllava.
Für die Trinkwasserversorgung der kosovarischen Hauptstadt Pristina sowie der Gemeinde Podujeva spielt der See eine große Rolle. Infolge des Bevölkerungswachstums der beiden Städte kann der See den Bedarf in trockenen Jahren jedoch kaum decken.
Daneben wird der Batllava-See auch als Erholungsgebiet genutzt, vor allem für Camping und Wassersport.
In der Nähe liegt auch der Flugplatz Batllava.